# Kocudza Druga
Kocudza Druga – wieś w Polsce położona w województwie lubelskim, w powiecie janowskim, w gminie Dzwola.
W latach 1916–1954 istniała gmina Kocudza. W latach 1975–1998 miejscowość administracyjnie należała do województwa tarnobrzeskiego. Według Narodowego Spisu Powszechnego (III 2011 r.) liczyła 744 mieszkańców i była trzecią co do wielkości miejscowością gminy Dzwola. Z Kocudzy Drugiej pochodzi zespół śpiewaczy „Jarzębina”.